# يان كرامو
يان كرامو (بالفرنسية: Yann Karamoh)‏ (مواليد 8 يوليو 1998) هو لاعب كرة قدم فرنسي يلعب كمهاجم في نادي بارما.

## روابط خارجية
- يان كرامو على موقع الاتحاد الأوربي (الإنجليزية)
- يان كرامو على موقع رابطة كرة القدم الفرنسية للمحترفين (الإنجليزية)
- يان كرامو على موقع قاعدة بيانات كرة القدم.إي يو (الإنجليزية)
- يان كرامو على موقع ليكيب (الفرنسية)
- يان كرامو على موقع Soccerway.com (الإنجليزية)
- يان كرامو على موقع عالم كرة القدم.نت (الإنجليزية)
- يان كرامو على موقع AS.com (الإسبانية)